# Schondorf am Ammersee
Schondorf am Ammersee ist eine Gemeinde und ein Pfarrdorf im oberbayerischen Landkreis Landsberg am Lech.

## Geografie

### Geografische Lage
Schondorf liegt etwa 40 Kilometer westlich von München und etwa 40 Kilometer südöstlich von Augsburg am Westufer des Ammersees im Landkreis Landsberg am Lech. Der Höhenunterschied im Gemeindegebiet beträgt ungefähr 70 Meter. Die Gemeinde ist seit 16. Januar 1976 staatlich anerkannter Luftkurort.

### Ausdehnung des Gemeindegebietes
Die Fläche des Gemeindegebiets beträgt 6,56 km² mit einer maximalen Ausdehnung in Nord-Süd-Richtung von etwa vier km und in West-Ost-Richtung von etwa 2,5 km.

### Nachbargemeinden
An Schondorf grenzen im Norden Greifenberg, im Nordosten Eching am Ammersee, im Süden Utting am Ammersee und im Westen Windach.

### Gemeindegliederung
Die Gemeinde hat zwei Gemeindeteile (in Klammern ist der Siedlungstyp angegeben):
- Aumühle (Einöde)
- Schondorf am Ammersee (Pfarrdorf)

Die Gemeinde besteht aus der westlichen Gemarkung Oberschondorf und der östlichen Gemarkung Unterschondorf.

## Geschichte

### Besiedlung vor der Ortsgründung
Die ersten örtlichen Funde reichen in die Hallstattzeit (750 bis 450 v. Chr.) zurück. Darauf deuten die im Gemeindegebiet gefundenen 14 Hügelgräber hin. Im Bereich des heutigen gemeindlichen Badeplatzes wurde 1924 eine 20 × 7,5 m große Badeanlage einer römischen Villa aus dem 3. Jahrhundert n. Chr. ausgegraben. Weitere Spuren einer Besiedelung finden sich aus der Zeit nach der Römerherrschaft zwischen 500 und 700 n. Chr., hierbei handelt es sich um Skelettfunde mit Beigaben und eine Lanzenspitze.

### Erste urkundliche Erwähnung bis ins Hochmittelalter

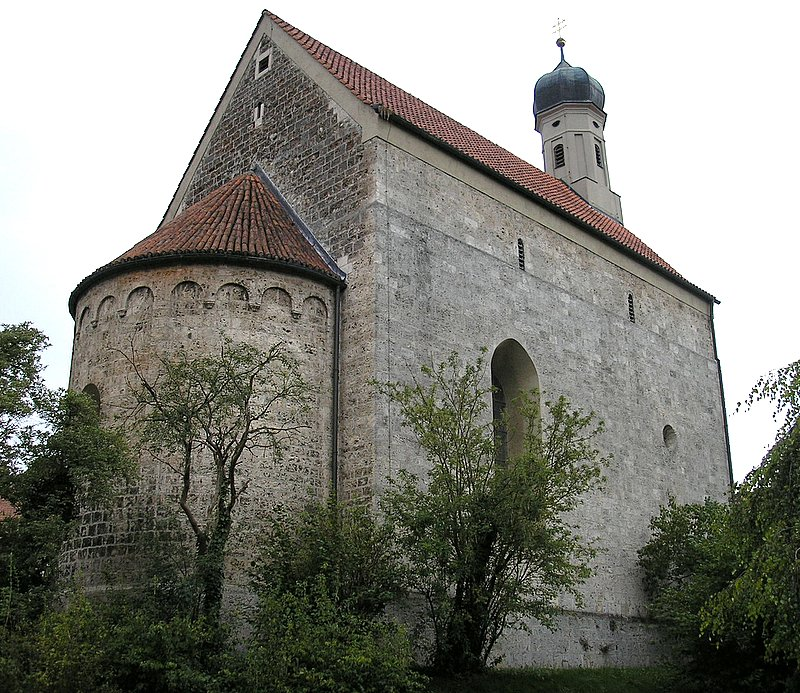
Jakobskirche in Schondorf

Erstmals urkundlich erwähnt wurde Schondorf im Jahr 751, als ein Graf Engildeo aus dem Adelsgeschlecht der Huosi unter anderem seine Güter in „Scondorf“ dem Kloster Benediktbeuern übergab. Dieser Besitz ging im Laufe der Zeit wieder verloren. Darauf folgend gab es einen Ortsadel derer von Schondorf. Diese ließen um 1150 die Jakobskirche in Unterschondorf errichten. Die Kirche in Oberschondorf schenkte der bayerische Herzog 1284 dem Kloster Dießen.

### Hochmittelalter bis 1818
Erst im Hochmittelalter wurde zwischen Ober- und Unterschondorf unterschieden. Jeder Hof in Oberschondorf gehörte dem Andechser Adelsgeschlecht. Je eine Hälfte gehörte einer Adelheid von Pergen und die andere Hälfte einer Kunigunde von Schondorf-Hechenwang. Unterschondorf war zu dieser Zeit im Besitz der Grafen von Greifenberg. Durch die Gründung des Benediktinerklosters Andechs im Jahr 1458 bekamen die Unterschondorfer mit Ernst I. und Albrecht III. neue Gutsherren. Im 15. Jahrhundert waren Ober- und Unterschondorf Teile der geschlossenen Hofmark Greifenberg. 1507 kaufte Erhard von Perfall die Hofmark. Da die Zahl der Einwohner in Oberschondorf stetig stieg, ließ Propst Johannes Zallinger eine neue Kirche erbauen. Diese wurde um 1499 fertiggestellt. Sie war dem heiligen Martin von Tours geweiht. Die wöchentlichen Messen wurden durch den Uttinger „Gesellpriester“ abgehalten. Da dies den Oberschondorfer Bürgern nicht zusagte, bemühte man sich um einen eigenen Priester. Die Siegelamtsrechnungen des bischöflichen Ordinariats Augsburg weisen 1520 Wolfgang Ostler als ersten katholischen Pfarrer aus.
Während des Dreißigjährigen Krieges starben in den Jahren 1628 und 1629 mehr als die Hälfte der Einwohner Schondorfs an der Pest. 1633 zogen die Schweden am Westufer des Ammersees entlang und plünderten wohl auch Schondorf.

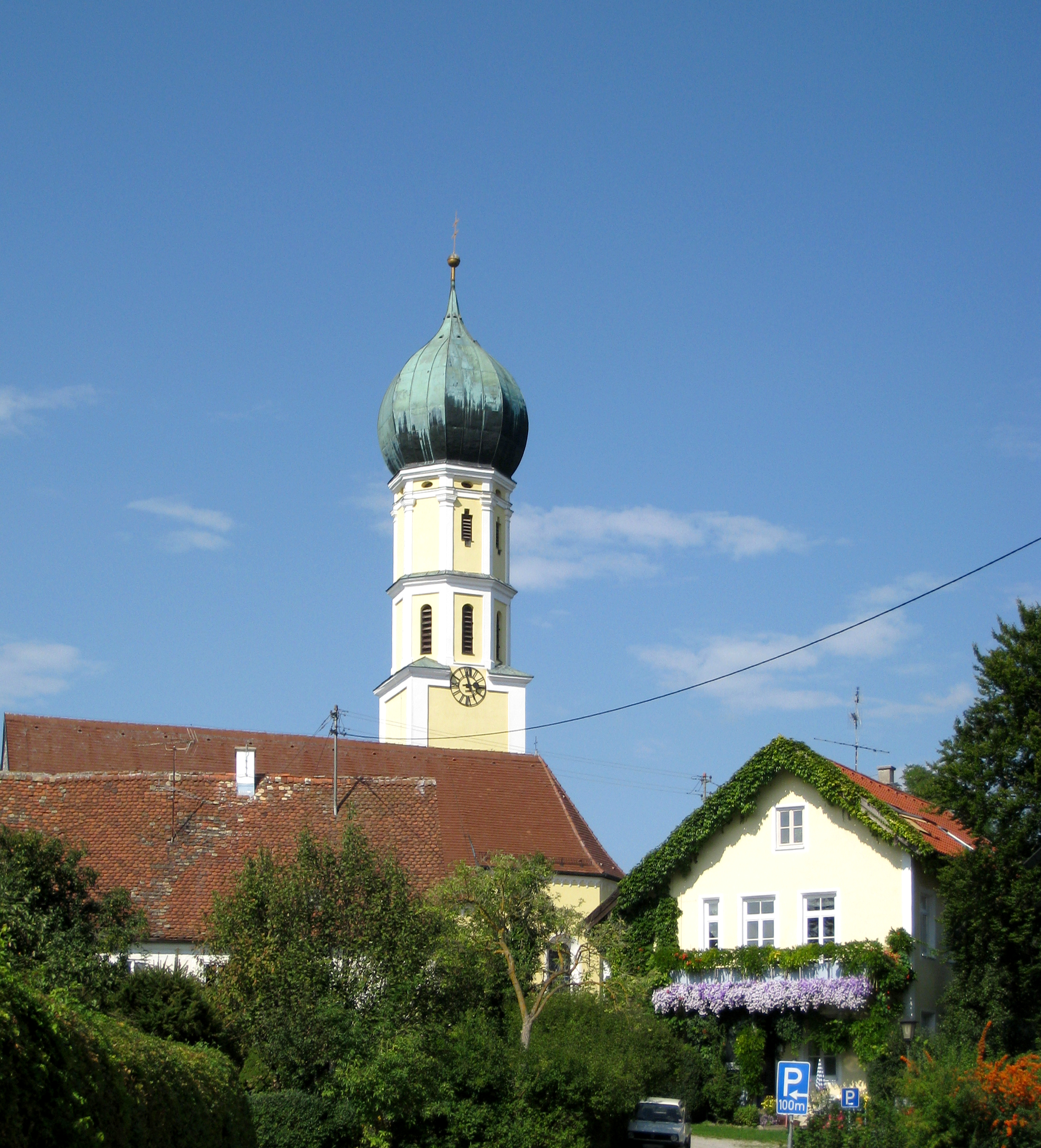
Die Sankt-Anna-Kirche in Oberschondorf, mit der alten Schule im Vordergrund

Gegen Ende des 17. Jahrhunderts wurden die Pfarrkirche in Oberschondorf und die Kirche St. Jacob in Unterschondorf einer Renovierung unterzogen. Dies betraf insbesondere den Choraltar, die Kanzel und die Bestuhlung. Durch die Säkularisation 1803 wurde der bayerische Staat Grundherr in Schondorf. Im Zuge der Verwaltungsreformen im Königreich Bayern entstanden mit dem Gemeindeedikt von 1818 die Gemeinden Oberschondorf und Unterschondorf.

### Die Zeit von 1818 bis 1970
Im Jahr 1848 wurde Schondorf in den Zuständigkeitsbereich des Landsberger Landgerichtes eingegliedert. Schondorf war zunächst der südliche Endhaltepunkt der am 30. Juni 1898 eröffneten Ammerseebahn. Der Lückenschluss bis Dießen am Ammersee erfolgte am 24. Dezember 1898. Der Bahnhof wurde auf der Gemarkungsgrenze zwischen Ober- und Unterschondorf errichtet und trug schon damals die Bezeichnung „Schondorf“.
Im Jahr 1909 hatte der erste Schraubendampfer mit der Bezeichnung „Schondorf“ auf dem Ammersee Stapellauf. Das Schiff hatte 80 PS und konnte 120 Personen befördern; es wurde 1956 außer Dienst gestellt. Im Jahr 1912 wurden die beiden Orte an das elektrische Stromnetz angeschlossen. Mit der Sparte Turnen wurde 1920 der TSV 1920 Schondorf von 27 Gründungsmitgliedern gegründet.
Das Bahnhofsgebäude am Schondorfer Bahnhof wurde 1934 grundlegend neu gebaut. Auch die technischen Einrichtungen, die sich bis dahin im Freien befanden, bekamen eine Einhausung. Dazu wurden weitere elektrische Anlagen eingebaut, die nicht der Witterung ausgesetzt werden durften. Während des Zweiten Weltkrieges wurden die beiden Gemeinden nicht in Mitleidenschaft gezogen. Im April 1945 rückten US-amerikanische Truppen in die Orte ein. Es folgte eine dreiwöchige Besetzung durch französische Truppen.
Das deutsche Wirtschaftswunder machte sich auch in den Schondorfer Gemeinden bemerkbar. Es wurden nicht nur die Straßenverhältnisse verbessert, sondern auch der Ausbau der Wasserversorgung und der Bau von Wohnungen für Flüchtlinge und Vertriebene vorangetrieben. Im Jahr 1961 wurde das zweite Schiff mit der Bezeichnung „Schondorf“ mit 225 PS in Dienst gestellt.

#### In Oberschondorf

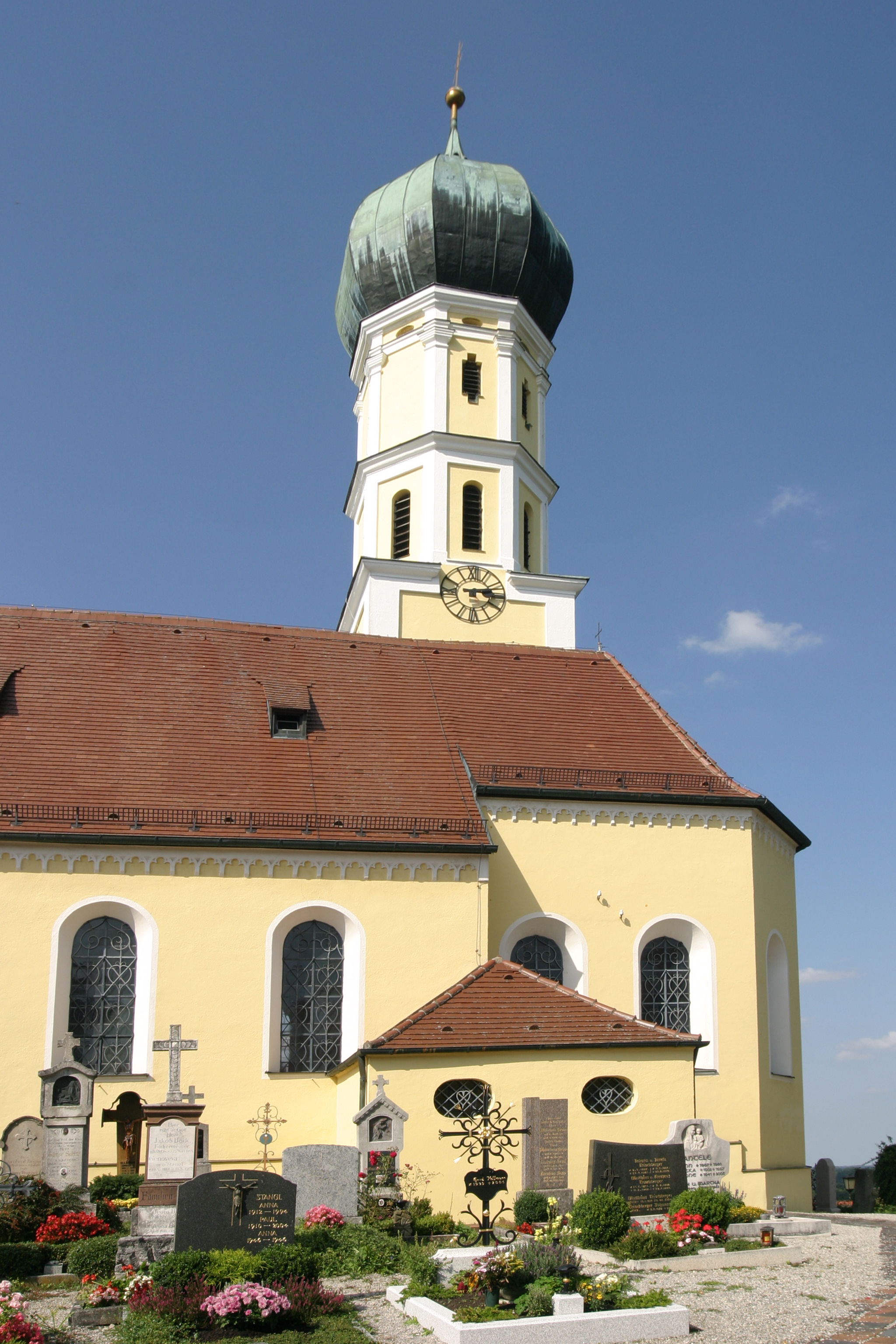
Die Sankt-Anna-Kirche in Oberschondorf, mit dem umgebenden Friedhof

Da im oberen Ort die landwirtschaftliche Nutzfläche doppelt so groß war wie im unteren Ort, entstanden hier vor allem Bauernhöfe mit hohem landwirtschaftlichem Leistungsvermögen. Mitte der 1830er Jahre wurde die erste Gastwirtschaft eröffnet (Sailer). Im Ersten Weltkrieg mussten einige Glocken der St. Anna-Kirche abgegeben werden, um der Kriegsproduktion zu dienen. 1925 konnte die Fa. Hirt in Kempten mittels Spenden der Bevölkerung und durch eine Stiftung drei neue Glocken gießen. Doch bereits 1942 mussten wieder vier Glocken für die Granatenproduktion abgegeben werden. Zwei Glocken konnten dann wieder angeschafft werden, doch es sollte nicht bei diesen beiden bleiben. Nach einer kurzen Zeit sammelte der Ortspfarrer von Schondorf Geld für eine dritte Glocke. Dazu stiftete man die vierte mithinzu, und die Sankt-Anna-Kirche hat bis heute noch diese vier Glocken behalten.

#### In Unterschondorf
Der untere Ort war durch Fischer und Kleinbauern besiedelt. Diese waren wirtschaftlich nicht so leistungsstark wie im oberen Ort. Erst mit Ausbau der Beherbergungsbetriebe Anfang des 20. Jahrhunderts besserte sich die Lage der Einwohner in Unterschondorf.
Im Jahr 1876 wurde die Freiwillige Feuerwehr gegründet. Am 14. September 1905 gründete der evangelische Pfarrer Julius Lohmann das „Süddeutsche Landerziehungsheim“ (heute „Stiftung Landheim Schondorf“). Am 5. Januar 1919 ereignete sich eine Sturmflut am Ammersee, bei der zahlreiche Steganlagen zerstört wurden. Ebenso wurde abgebrochenes Schilf über die Ufermauer geschleudert. In den 1920er und 1930er Jahren wurde südlich der Dampferanlegestelle die von Toni Ruhr geplante Uferpromenade verwirklicht.
Mit der Machtergreifung der Nationalsozialisten übernahm der in Unterschondorf ansässige Joachim von Moltke das Bürgermeisteramt, wurde aber bald darauf Kreisleiter des Kreises Landsberg am Lech.
Nach Kriegsende beschlagnahmten die amerikanischen Truppen einige Villen am See. Im Landheim wurde für kurze Zeit ein Hospital für Displaced Persons eingerichtet. Die Instandsetzung der Uferpromenade erfolgte bereits 1950; sie wurde nun nach Norden erweitert.
Im Jahr 1954 wurde in Unterschondorf die neue Pfarrkirche Hl. Kreuz gebaut.

### Seit 1970

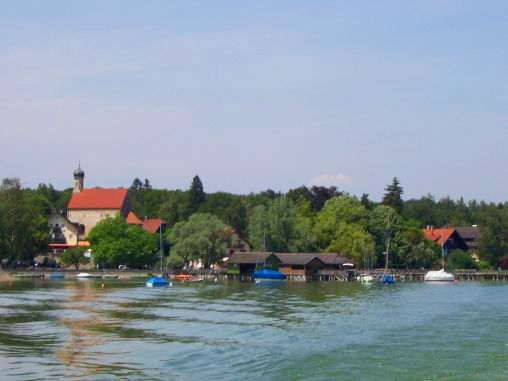
Blick von See aus: Uferpromenade mit St. Jakob

Am 1. Januar 1970 wurden die Gemeinden Ober- und Unterschondorf zusammengelegt. Zu diesem Zweck wurde ein neues Rathaus in der neuen Mitte des Ortes gebaut. Die alten Rathäuser von Ober- und Unterschondorf wurden zu Sozialwohnungen umgebaut.
Durch Rechtsverordnung der Regierung von Oberbayern entstand am 1. Mai 1978 die Verwaltungsgemeinschaft Schondorf am Ammersee. Damit wurden die Verwaltungen der weiterhin existierenden eigenständigen Gemeinden Schondorf, Greifenberg und Eching zusammengefasst. Der Sitz der Verwaltungsgemeinschaft ist Schondorf.
Am Abend des 15. September 1981 kam es zur Entführung der zehnjährigen Schülerin Ursula Herrmann. Diese war auf dem Weg von ihrer Großmutter in Schondorf nach Eching am Ammersee. Das Kind wurde in eine 72 × 60 × 139 cm große im Waldboden vergrabene Kiste im Waldstück „Weingarten“ gesperrt und vergraben. Da das Belüftungsrohr zu lang war, erstickte das Mädchen schon nach mehreren Stunden. Es wurde ein Lösegeld von zwei Millionen DM (1,02 Millionen Euro) gefordert, zu dessen Übergabe es nie kam. Die Leiche wurde am 4. Oktober 1981 gefunden. Die Staatsanwaltschaft nahm die Ermittlungen auf. Die Ermittlungen führten erst im Mai 2008 zur Festnahme eines 58-jährigen Mannes in Kappeln. In einem Indizienprozess wurde er am 25. März 2010 wegen erpresserischen Menschenraubs mit Todesfolge zu lebenslanger Haft verurteilt.
Infolge starker Regenfälle (bis zu 180 l/m²) überschritt der Ammersee beim Pfingsthochwasser 1999 seinen mittleren Pegelstand um ca. zwei Meter. Dabei wurden die Seepromenade und die daran angrenzende Seestraße überflutet.
Im August 2005 wurden die Gleise am Bahnhof Schondorf abgebaut. Seitdem gibt es keine Werk- und Gütergleise mehr.
Im Jahr 2010 fand eine energetische Modernisierung des Rathauses statt. Dabei konnte eine Energieeinsparung von 65 Prozent erreicht werden. Der Kostenrahmen für die Sanierung lag im Bereich von 1,5 Millionen Euro. Der Zuschuss aus dem Konjunkturpaket II belief sich auf zirka 720.100 Euro.

### Einwohnerentwicklung
Zwischen 1988 und 2019 wuchs die Gemeinde von 3049 auf 3987 um 938 Einwohner bzw. um 30,8 Prozent.
| Jahr      | 1832 | 1840 | 1890 | 1895 | 1900 | 1925 | 1931 | 1933 | 1945 |
| --------- | ---- | ---- | ---- | ---- | ---- | ---- | ---- | ---- | ---- |
| Einwohner | 742  | 340  | 323  | 359  | 270  | 423  | 465  | 523  | 526  |
|           |      |      |      |      |      |      |      |      |      |
| Jahr      | 1950 | 1951 | 1962 | 1970 |      |      |      |      |      |
| Einwohner | 854  | 850  | 820  | 837  |      |      |      |      |      |

| Jahr      | 1840 | 1900 | 1910 | 1925 | 1931 | 1939 | 1945 | 1950 | 1970 |
| --------- | ---- | ---- | ---- | ---- | ---- | ---- | ---- | ---- | ---- |
| Einwohner | 195  | 183  | 378  | 623  | 676  | 707  | 1317 | 1214 | 1302 |

| Jahr      | 1970 | 1987 | 2006 | 2007 | 2008 | 2009 | 2010 | 2011 | 2012 |
| --------- | ---- | ---- | ---- | ---- | ---- | ---- | ---- | ---- | ---- |
| Einwohner | 2004 | 2930 | 3897 | 3900 | 3913 | 3973 | 3959 | 3766 | 3741 |
|           |      |      |      |      |      |      |      |      |      |
| Jahr      | 2013 | 2014 | 2015 | 2016 | 2017 | 2018 | 2019 | 2020 |      |
| Einwohner | 3785 | 3849 | 3944 | 3940 | 3938 | 3969 | 3954 | 4018 |      |

## Politik

### Gemeinderat
Ergebnisse der Kommunalwahlen:
| Jahr | CSU | SPD | Grüne | FWG | gesamt | Wahlbeteiligung |
| ---- | --- | --- | ----- | --- | ------ | --------------- |
| 2020 | 7   | 0   | 7     | 2   | 16     | 71,1 %          |
| 2014 | 6   | 2   | 5     | 3   | 16     | 65,3 %          |
| 2008 | 7   | 3   | 3     | 3   | 16     | 60,8 %          |
| 2002 | 8   | 3   | 0     | 5   | 16     | 67,6 %          |

### Bürgermeister
Am 30. März 2014 wurde Alexander Herrmann (Grüne) in der Stichwahl zum Nachfolger des nicht mehr angetretenen Bürgermeisters Peter Wittmaack (SPD) gewählt und am 15. März 2020 im Amt bestätigt.
Frühere Bürgermeister von Schondorf:
| 1877–1887 | Thomas Marx                                                                    |
| 1887      | Georg Böck                                                                     |
| 1887–1894 | Johann Bapt. Limm                                                              |
| 1894–1900 | Georg Böck                                                                     |
| 1900–1906 | Georg Ernst                                                                    |
| 1906–1912 | Johann Bapt. Limm                                                              |
| 1912–1933 | Jakob Böck                                                                     |
| 1933      | Joachim von Moltke                                                             |
| 1933–1934 | Jakob Böck                                                                     |
| 1934–1943 | Johannes Bauer                                                                 |
| 1943–1945 | Alois Ortner                                                                   |
| 1945      | kommissarisch: Johannes Bauer Dr. H. Däumling Freiherr von Perfall Hugo Höchtl |
| 1946–1970 | Hugo Höchtl                                                                    |

| 1892–1926 | Georg Drexl    |
| 1926–1927 | Georg Baur     |
| 1927–1933 | Johann Stangl  |
| 1933–1945 | Josef Drexl    |
| 1945–1946 | Hugo Höchtl    |
| 1946–1970 | Mathias Wagner |

| 1970–1990 | Alois Metzger                            |
| 1990–2006 | Gerd Hoffmann (Freie Wählergemeinschaft) |
| 2006–2014 | Peter Wittmaack (SPD)                    |
| seit 2014 | Alexander Herrmann (Grüne)               |

### Wappen
|  | Blasonierung: „In Rot über zwei silbernen Wellenleisten der silberne Rumpf eines golden gekrönten Einhorns mit blaugesteintem goldenem Ring am Horn.“ |
|  | |

## Baudenkmäler
Die ehemalige Pfarrkirche St. Anna auf dem Berg im Norden des Ortes ist schon von Weitem gut zu sehen. Sie wurde vom Kloster Dießen im Jahr 1499 erbaut. Auf der zweiten Empore der Kirche steht eine historische Zugorgel aus dem 18. Jahrhundert. Um die Kirche herum liegt ein Friedhof mit einigen sehr alten Grabsteinen, der von einer Mauer und Häusern umgeben ist.
Die romanische Kirche St. Jakobus stammt vermutlich aus dem Jahr 1150.

## Religion
In Schondorf befinden sich ein Sekretariat des Engelwerkes und ein Kloster der ihm angeschlossenen Ordensgemeinschaft Regularkanoniker vom Heiligen Kreuz.

## Sport
Der TSV 1920 Schondorf besteht aus neun Abteilungen (Eisstock, Fußball Jugend, Fußball Senioren, Skigymnastik, Taekwondo, Tennis, Tischtennis, Turnen/Leichtathletik und Volleyball) mit insgesamt 1300 Mitgliedern.

## Wirtschaft und Infrastruktur

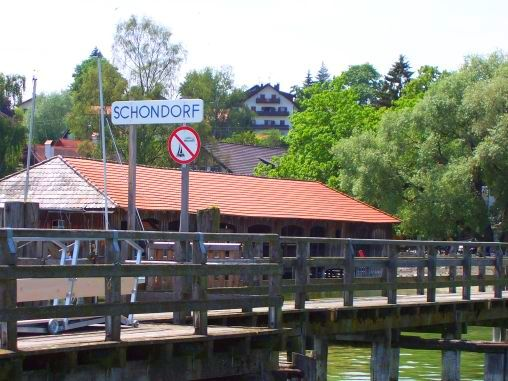
Dampfersteg am See

### Verkehr

#### Straßenverkehr
Durch den Ort führt die Staatsstraße 2055 (Dießen – Greifenberg). In sie mündet am Bahnübergang am nördlichen Ortsrand die Staatsstraße 2346. Die restlichen Straßen sind Gemeindestraßen. Alle Gemeindestraßen sind Tempo-30-Zonen.

#### Schienenverkehr

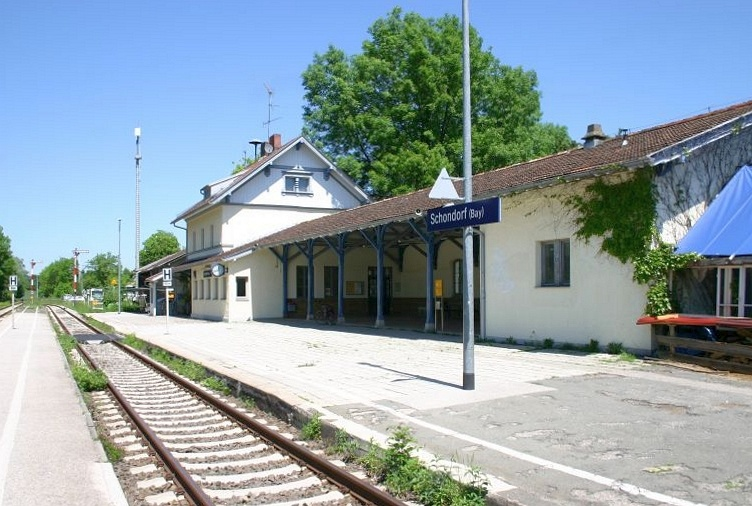
Bahnhof Schondorf

Durch Schondorf verläuft die eingleisige Ammerseebahn von Mering über Geltendorf und Dießen nach Weilheim. Sie wird von der Deutschen Bahn als Kursbuchstrecke 985 geführt. An der Ammerseebahn befindet sich zwischen Oberschondorf und Unterschondorf und etwa 800 Meter vom Ammerseeufer entfernt der Bahnhof Schondorf (Bay). Der Zugkreuzungsbahnhof hat heute zwei Bahnsteiggleise. Das durchgehende Hauptgleis befindet sich an einem Mittelbahnsteig, das Überholgleis am Hausbahnsteig.
Am 30. Juni 1898 nahmen die Königlich Bayerischen Staatseisenbahnen den Ammerseebahn-Abschnitt von Mering nach Schondorf in Betrieb. Der Bahnhof Schondorf wurde als südlicher Endpunkt der Strecke errichtet. Gleichzeitig wurde auch der Abschnitt von Dießen nach Weilheim in Betrieb genommen. Zwischen Schondorf und Dießen verkehrten ersatzweise Schiffe über den Ammersee. Mit dem Lückenschluss zwischen Schondorf und Dießen am 23. Dezember 1898 wurde der Bahnhof Schondorf zum Durchgangsbahnhof.
Als Empfangsgebäude wurde ein hölzerner Bau errichtet. Im Jahr 1934 wurde das Holzgebäude zu einem dreistöckigen gemauerten Gebäude im Heimatstil mit Schopfwalmdach, drei Gauben auf der Gleisseite und im Dachbereich holzverschalten Giebelwänden ersetzt. Die bisher im Freien befindlichen technischen Einrichtungen wurden in einem ans Empfangsgebäude anschließenden Stellwerksvorbau untergebracht. Südlich des Empfangsgebäudes befindet sich ein Nebengebäude, das mit dem Empfangsgebäude durch eine halboffene Wartehalle verbunden ist. Später wurde das Schopfwalmdach des Gebäudes durch ein Satteldach ersetzt. Der Zugkreuzungsbahnhof besaß umfangreiche Gleisanlagen. Neben dem durchgehenden Hauptgleis am Mittelbahnsteig (Gleis 2) existierte ein Überholgleis am Hausbahnsteig (Gleis 1) und ein anfangs aus beiden Richtungen befahrbares bahnsteigloses Gleis 3, von dem ein Anschlussgleis zur Firma Prix abzweigte. In der Nachkriegszeit wurde an Gleis 3, in Richtung Utting, die Weiche ausgebaut und ein Prellbock installiert. Am Güterschuppen befand sich ein in beide Richtungen ans Überholgleis angebundenes Ladegleis. Ende der 1980er Jahre wurde Gleis 3 soweit zurückgebaut, dass es nur noch als Anbindung des Gleisanschlusses diente. Im August 2005 wurden die Gleisanlagen erneut stark vereinfacht. Das Ladegleis und das Anschlussgleis wurden abgebaut, es existieren nur noch das durchgehende Hauptgleis und das Überholgleis. Außerdem wurde die nutzbare Gleislänge, durch die Versetzung der Weichen und Signale, um etwa ein Drittel verkürzt. Im Sommer 2012 wurden die beiden Bahnübergänge in der Nordausfahrt des Bahnhofs, die bisher mittels zwei Schrankenwinden mechanisch über Drahtzüge geschlossen wurden, abgebaut und durch eine vollelektronische Anlage ersetzt. Das mechanische Stellwerk der Einheitsbauform (Berlin 1936) ist weiterhin in Betrieb und auch die Fahrkartenausgabe ist zeitweise besetzt. Auch aus diesem Grund ist Schondorf inzwischen die einzige Station auf dem Südast der Strecke, die einen zugänglichen beheizten Warteraum aufweist.
Der Bahnhof wird seit 2008 im Stundentakt durch die Züge der Bayerischen Regiobahn (BRB) von Augsburg-Oberhausen nach Schongau bedient. In der Hauptverkehrszeit stellen Verstärkerzüge zwischen Geltendorf und Peißenberg einen Halbstundentakt her. Alle Züge, die auf der Strecke fahren, bedienen den Bahnhof. Seit 1991 fahren keine Fernverkehrszüge mehr auf der Ammerseebahn.

#### Busverkehr
Schondorf ist im öffentlichen Personennahverkehr (ÖPNV) an den Münchner Verkehrs- und Tarifverbund (MVV) integriert.
Derzeit (Stand Dezember 2024) verkehren in Schondorf folgende Buslinien des MVV:
- 891: Weilheim – Raisting – Dießen – Utting – Schondorf – Eching
- 894: Inning – Eching – Schondorf – Greifenberg – Pflaumdorf – Eresing – Windach – Landsberg am Lech

#### Ammerseeschifffahrt
Auf dem Ammersee verkehren Schiffe der Bayerischen Seenschifffahrt Richtung Stegen, Herrsching und Dießen.

### Bildung
Im Jahr 2021 gab es folgende Einrichtungen:
- vier Kindertageseinrichtungen: 210 Kindergartenplätze mit 172 Kindern
- zwei Grund-, Mittel-, Hauptschulen mit zwölf Lehrern und 149 Schülern
- eine Realschule mit etwa 37 Lehrern und 526 Schülern
- Volkshochschule Ammersee-Nordwest: Die vhs ist die kommunale Einrichtung der Gemeinde Utting am Ammersee und der Verwaltungsgemeinschaft Schondorf am Ammersee mit ihren Mitgliedsgemeinden Eching am Ammersee, Greifenberg und Schondorf am Ammersee.

Darüber hinaus befindet sich im Ort das Landheim Ammersee. Das Internat hat 290 Schüler. Sie kommen aus ganz Deutschland und aus dem Ausland. Neben der gymnasialen Ausbildung ist die Teilnahme an handwerklichen, sportlichen und musikalischen Werkstätten Pflicht.

### Wirtschaft einschließlich Land- und Forstwirtschaft
Es gab 2020 nach der amtlichen Statistik im produzierenden Gewerbe 110 und im Bereich Handel und Verkehr 182 sozialversicherungspflichtig Beschäftigte am Arbeitsort. In sonstigen Wirtschaftsbereichen waren am Arbeitsort 498 Personen sozialversicherungspflichtig beschäftigt. Sozialversicherungspflichtig Beschäftigte am Wohnort gab es insgesamt 1.225. Im verarbeitenden Gewerbe gab es keine, im Bauhauptgewerbe drei Betriebe. Zudem bestanden im Jahr 2016 drei landwirtschaftliche Betriebe mit einer landwirtschaftlich genutzten Fläche von 60 Hektar, davon waren 33 ha Ackerfläche.

## Persönlichkeiten

### Ehrenbürger
- Renate Rose
- Willi Wagner[24]

### Persönlichkeiten, die vor Ort gewirkt haben
Künstler und Musiker wie Heinz Rose, nach dem der Roseweg benannt ist, und Hans Pfitzner, dem zu Ehren die Seeanlage gestaltet wurde, suchten in Schondorf nach Inspiration und verbrachten viele Jahre vor Ort. Auch die 1984 geborene Synchronsprecherin und Malerin Lucia Jantos lebt seit 1987 im Ort.
- Thomas Eichinger, Politiker (CSU), lebt in Schondorf.

### Geboren in Schondorf am Ammersee
- Johann Gustapfel (1807–1867), Former, Schmelzer und Schriftsteller
- Alfons Kifmann (* 1946), Journalist, Chefredakteur und Autor